# ورنه (فرانسه)
ورنیس (به فرانسوی: Vernais) یک کمون در فرانسه است که در Canton of Charenton-du-Cher واقع شده‌است.

## خصوصیات
ورنیس ۲۵٫۸۴ کیلومترمربع مساحت و ۲۱۳ نفر جمعیت دارد و ۱۸۹ متر بالاتر از سطح دریا واقع شده‌است.